# Jean Smart
Jean Elizabeth Smart (Seattle, 13 september 1951) is een Emmy Award-winnende Amerikaanse film- en televisieactrice. Ze is het meest bekend van haar rol als Charlene Frazier Stillfield in de televisieserie Designing Women en de rol van Martha Logan in 24.
Smart speelde al in 1979 in de film Gangsters, maar ze werd pas bekend toen ze de rol van Charlene Frazier Stillfield mocht spelen in de televisieserie Designing Women van 1986 tot 1991. In 2004 had ze een rol in de kortlopende sitcom Center of the Universe. Recent speelde ze in de bioscoopfilms The Kid, Sweet Home Alabama, Bringing Down the House en Garden State. Ook sprak ze de stem in van de alcoholverslaafde en kettingrokende Pickles Oblong in de tekenfilmserie The Oblongs en had ze een gastrol in de televisieserie Frasier. Voor die rol won ze twee Emmy Awards voor beste vrouwelijke bijrol in een komedieserie.
In 2006 speelde ze Martha Logan, de mentaalzwakke first lady van de Verenigde Staten, in de actieserie 24. In 2007 volgde een gastoptreden. Haar acteerprestaties werd geroemd en ze werd tweemaal genomineerd voor een Emmy Award. In 2008 won ze een Emmy in de categorie Outstanding Supporting Actress in a Comedy Series voor haar rol als Regina Newly in Samantha Who?. In 2022 kreeg ze een ster op de Hollywood Walk of Fame.

## Privéleven
Smart werd geboren in Seattle als dochter van Kay en Douglas Smart. Ze was de tweede uit een gezin van vier kinderen. Op 13-jarige leeftijd werd diabetes type 1 bij haar vastgesteld. Ze volgde les aan Ballard High School. Het was daar dat ze geïnteresseerd raakte in acteren.
Smart was getrouwd met acteur Richard Gilliland, die ze ontmoette op de set van Designing Women. Samen hebben ze een twee zonen, Connor en Forrest. Haar man speelde een klein rolletje in het vijfde seizoen van 24.

## Filmografie
- Gangsters (1979)
- Before and After (1979)
- Reggie (1983) (televisieserie)
- Teachers Only (1983) (televisieserie)
- Single Bars, Single Women (1984)
- Maximum Security (1984) (televisieserie)
- Piaf (1984)
- Flashpoint (1984)
- Protocol (1984)
- Fire with Fire (1986)
- A Fight for Jenny (1986)
- Designing Women (1986) (televisieserie)
- Place at the Table (1987)
- Project X (1987)
- A Seduction in Travis County (1991)
- Locked Up: A Mother's Rage (1991)
- Baby Talk (1992)
- Mistress (1992)
- Overkill: The Aileen Wuornos Story (1992)
- Just My Imagination (1992)
- Homeward Bound: The Incredible Journey (1993)
- The Yarn Princess (1994)
- The Yearling (1994)
- Scarlett (1994)
- The Brady Bunch Movie (1995)
- A Stranger in Town (1995)
- High Society (1995) (televisieserie)
- Edie and Pen (1996)
- Undue Influence (1997)
- Style and Substance (1998)
- The Odd Couple II (1998)
- A Change of Heart (1998)
- Guinevere (1999)
- Forever Fabulous (2000)
- Snow Day (2000)
- The Kid (2000)
- The Man Who Came to Dinner (2000)
- Static Shock (2000-2004)
- The Oblongs (2001) (televisieserie, stem)
- Kim Possible (2002) (televisieserie)
- Frasier (1993) (televisieserie)
- Sweet Home Alabama (2002)
- In-Laws (2002)
- Bringing Down the House (2003)
- Audrey's Rain (2004)
- Killer Instinct: From the Files of Agent Candice DeLong (2003)
- Garden State (2004)
- I Heart Huckabees (2004)
- Balto III: Wings of Change (2004)
- Center of the Universe (2004) (televisieserie)
- A Very Married Christmas (2004)
- 24 (2006) (televisieserie)
- Lucky You (2007)
- Tales from Earthsea
- Samantha Who? (2007) (televisieserie)
- Hero Wanted (2008)
- Fargo (2015) (televisieserie, seizoen 2)
- Watchmen (2019)
- Superintelligence (2020)
- Senior Moment (2021)
- Hacks (2021) (televisieserie, 3 seizoenen)
- Wildflower (2022)
- Babylon (2022)